# Wilhelm Michaelis
Wilhelm Michaelis (* 26. Januar 1896 in Darmstadt; † 19. Februar 1965 in Bern) war ein deutscher lutherischer Theologe, der seit 1930 Professor für Neues Testament an der Universität Bern war. Besondere Bekanntheit errang seine Einleitung in das Neue Testament (1946).

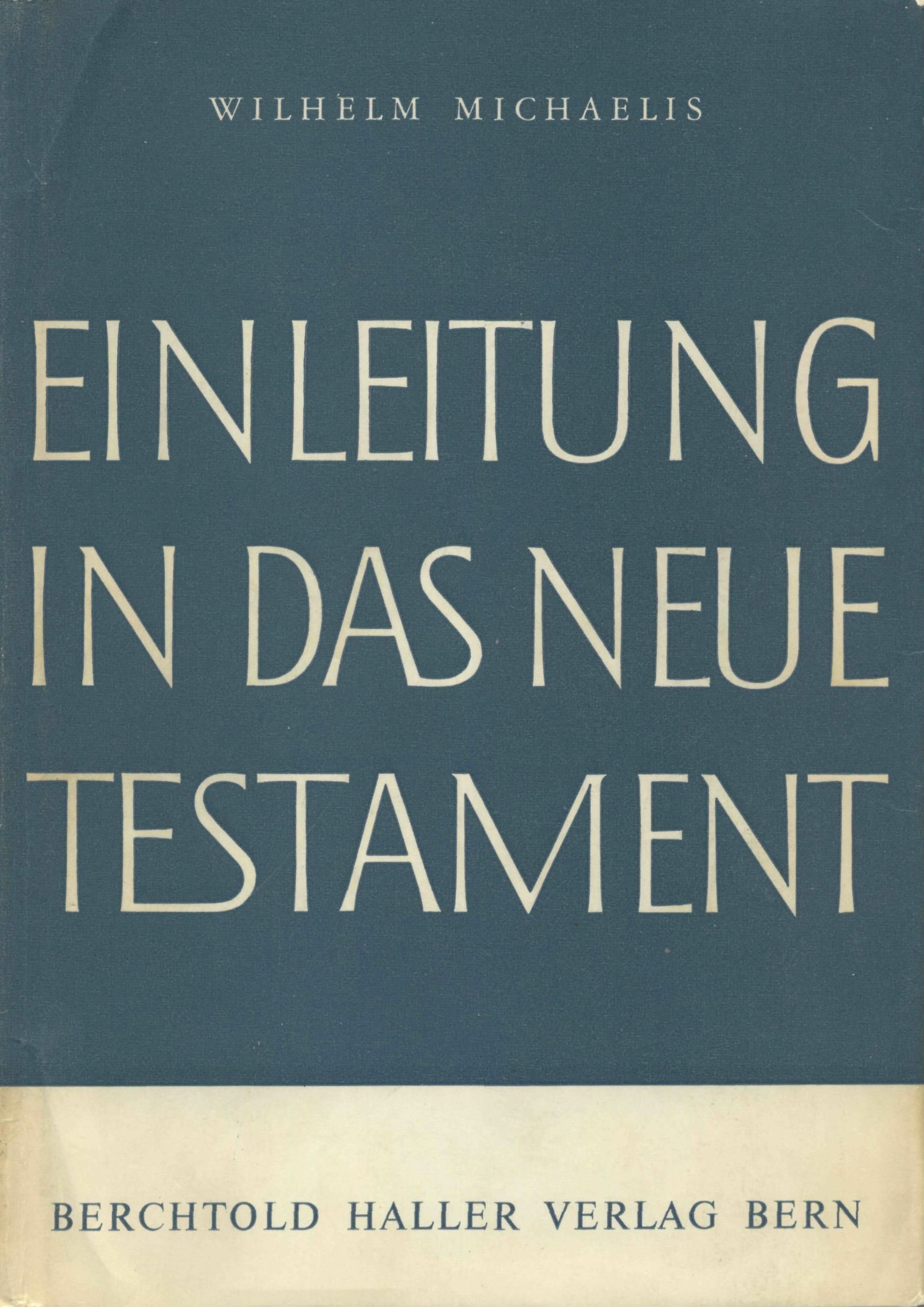
Vorderdeckel von Michaelis’ NT-Einleitung (1961)

## Leben
Wilhelm Michaelis war Sohn von Kanzleirat Karl Michaelis und dessen Frau Henriette Heppenheimer. Er studierte ab 1914 Theologie in Berlin. Während seines Studiums wurde er 1914 Mitglied der Schwarzburgbund-Verbindung Burschenschaft Salingia. 1921 wurde er zum Pfarrer ordiniert und 1923 Privatdozent. 1930 wurde er ordentlicher Professor für Neues Testament an der Universität Bern, was er bis zu seinem Tod blieb.

## Forschungen
Seine Forschungsschwerpunkte lagen beim Matthäusevangelium, bei den Gleichnissen Jesu und bei der Eschatologie im Urchristentum.

### Einleitung in das Neue Testament
Sein Lehrbuch Einleitung in das Neue Testament. Die Entstehung, Sammlung und Überlieferung der Schriften des Neuen Testaments erschien erstmals 1946 (3. Auflage 1961). Dieses Lehrbuch vertritt „einen grundsätzlich konservativen Standpunkt“, setzt „darin die Tradition des Erlangers T. Zahn“ fort und stand in Konkurrenz zur liberalen Einleitung von Werner Georg Kümmel sowie zur katholischen Einleitung von Alfred Wikenhauser.

### Datierung der neutestamentlichen Bücher
In der zweiten Auflage seiner Einleitung in das NT (1954) nennt Michaelis folgende Datierungen:
Das Evangelium Matthäus datiert Michaelis auf 60–70, Markus auf 64–70, Lukas auf 65–70 (die Apostelgeschichte um 70), und Johannes auf 90–100, vor diesem Evangelium seien die drei Briefe des Johannes entstanden.
Die Paulusbriefe datiert Michaelis folgendermaßen: Römer auf 56, die Briefe des Paulus an die Korinther auf 55, Galater um 50, Epheser, Philipper, Kolosser und Philemon auf 54/55. Den 1. Thessalonicher datiert Michaelis um 53, den 2. Thessalonicher um 54, und die Pastoralbriefe setzt Michaelis an das Lebensende von Paulus: Den 1. Timotheus auf 61, den Titus auf 62 und den 2. Timotheus auf 63.
Gemäß Michaelis entstand der Hebräer nach 80, Jakobus um 40, 1. Petrus vor 64, Judas nach 100 und 2. Petrus am Anfang des 2. Jahrhunderts; diese beiden Briefe hält Michaelis für unecht. Die Offenbarung entstand nach 80.